# Głusk (województwo mazowieckie)
Głusk – wieś w Polsce położona w województwie mazowieckim, w powiecie nowodworskim, w gminie Leoncin.
Wieś królewska w dzierżawie Głusk w  ziemi sochaczewskiej województwa rawskiego w 1792 roku. Do 1952 roku istniała gmina Głusk. W latach 1975–1998 miejscowość administracyjnie należała do województwa warszawskiego.

## Historia
W wieku XIX Głusk, wieś i dobra w powiecie sochaczewskim gminie i parafii Głusk. Posiada kościół parafialny drewniany i kaplicę ś. Trójcy, kościół w 1540 r. uposażony przez królów. Urząd gminy. 
W 1827 r. było tu 25 domów i 210 mieszkańców 
Parafia Głusk dekanatu sochaczewskiego miała 3642 dusz. Gmina Głusk należała do sądu gminnego okręgu II w Kampinosie, stacja pocztowa w Zakroczymiu. Posiadała 5907 mórg obszaru i 3004 mieszkańców. 
Dobra Głusk składały się z folwarku Mała wieś i wsi niżej wymienionych, podług opisu z r. 1867. Rozległość dworska wynosiła mórg 616, grunty orne i ogrody mórg 205, łąk mórg 13, lasu mórg 120, zarośli mórg 161, nieużytki i place mórg 117. 
Wieś Głusk osad 16, gruntu mórg 160, wieś Kępa Głuska osad 3, gruntu mórg 39, wieś Mała- wieś za drogą osad 6, gruntu mórg 91, wieś Mała wieś folwarczna osad 33, gruntu mórg 399, wieś Mała wieś przy drodze osad 8, gruntu mórg 243, wieś Grochale nowe osad 23, gruntu mórg 413, wieś Grochale stare osad 15, gruntu mórg 204. Wieś Stanisławów osad 42, gruntu mórg 457, wieś Gać osad 10, gruntu mórg 183, wieś Kępa Grochalska osad 5, gruntu morgów 93.